# Musculus semispinalis
Semispinalis er en gruppe af tre muskler der hører til transversospinales. Disse er semispinalis capitis, semispinalis cervicis og semispinalis thoracis; navngivet efter deres lokation på i ryggen. De udspringer fra spidsentværtapperne af rygsøjlen, begyndende omkring thorax, og insererer så på tværtappen af en tværtap 4-7 segmenter over deres udspring.
Undtagelsen er musculus semispinalis capitis, som ender på kraniebunden; samt musculus semispinalis cervicis, som ender på torntappen af C2. Begge disse er strøj der kan separeres fra den gængse musculus semispinalis thoracis.